# Herrerías
Pour les articles homonymes, voir Las Herrerías.
Herrerías est une commune espagnole située dans la communauté autonome monoprovinciale de Cantabrie. Son chef-lieu est la localité de Bielva (es).